# Fela Fábregas
Rafaela Salinas (Nuevo Laredo, Tamaulipas, México; 22 de marzo de 1931-Ciudad de México, 10 de mayo de 2018), más conocida como Fela Fábregas, fue una importante actriz, productora y empresaria teatral mexicana. Fue considerada una de los principales promotores del teatro moderno en México. Perteneció a la familia de actores y empresarios teatrales Fábregas.

## Primeros años
Originaria de Tamaulipas, a los dieciséis años conoció en Monterrey, Nuevo León, al actor Manolo Fábregas, con quien contrajo matrimonio un par de años después, en 1951. Con él, construyó un gran imperio teatral, adquiriendo y administrando algunos de los principales escenarios de la Ciudad de México: el Teatro Manolo Fábregas (inaugurado en 1965), el Teatro San Rafael (inaugurado en 1977) y el Centro Teatral Manolo Fábregas. Este último concentra los teatros México, Virginia Fábregas, Fernando Soler y Renacimiento, así como una academia de teatro.[cita requerida]
Dentro de tal sociedad, Fela fungió como productora y encargada de relaciones sociales de los negocios teatrales de los Fábregas. A partir de los setenta, la pareja se inclinó principalmente hacia la comedia y los musicales. De esta manera, participó en grandes producciones de mucho éxito, como El diluvio que viene (1977-1981) y El violinista en el tejado (1970).
Tras la muerte de Manolo Fábregas en 1996, Fela continuó impulsando el teatro mexicano y administrando los teatros adquiridos. Más adelante, se asociaría con la empresa OCESA, con quienes produciría algunos éxitos de teatro musical, como Gipsy, Sorpresas y ¡Qué plantón!.
Falleció en la Ciudad de México el 10 de mayo de 2018 de un paro cardiorrespiratorio, a la edad de 87 años.

## Vida personal
Con su esposo Manolo Fábregas, tuvo cinco hijos, de los cuales Rafael y Mónica Sánchez Navarro también son reputados actores.[cita requerida]